# Neorealismo (filosofia)
Il neorealismo filosofico è una teoria della conoscenza avanzata negli Stati Uniti nel 1910 dagli psicologi Edwin Bissell Holt (Università di Harvard) e Walter Boughton Pitkin (Università di Columbia) e dai filosofi Walter Taylor Marvin (Rutgers College), William Pepperell Montague (Università di Columbia), Ralph Barton Perry (Università di Harwvrd), Edward Gleason Spaulding (Università di Princeton) che la resero nota nel manifesto intitolato Programma e prima piattaforma di sei realisti.
Il movimento neorealista si diffuse anche in Inghilterra dove ebbe come aderenti George Edward Moore e Bertrand Russell.

## Il nuovo realismo
Il termine neorealismo voleva mettere in evidenza la connessione ed insieme la novità rispetto al realismo che era comparso verso il XV secolo nella Scolastica più antica che riteneva reali gli universali, mentre la tendenza più tarda era stata a favore del nominalismo: una contrapposizione, questa fra realismo e nominalismo, oggetto di una lunga contesa, nota altrimenti come disputa sugli universali. Realistiche vennero così denominate tutte quelle concezioni che attribuivano all'universale una realtà autonoma, non semplicemente di origine linguistica o concettuale. Gli oppositori del realismo invece furono chiamati nominalisti (l'universale è privo di ogni consistenza reale e non è altro che un semplice nome) e concettualisti (l'universale è una produzione mentale del nostro pensiero). 
Il neorealismo voleva inoltre distinguersi dal realismo della filosofia a lui contemporanea che attribuiva realtà agli enti sensibili studiati dalla scienza, e non più a quelli metafisici. A questo scopo il neorealismo proponeva in più rispetto ai realisti l'adozione di un metodo scientifico, di un linguaggio comune e della definizione e condivisione di alcune tesi elementari e fondanti al fine complessivo di elaborare una teoria "oggettiva" . La polemica neorealista era indirizzata prevalentemente contro «il predicato egocentrico» dell'idealismo che riduceva ogni realtà alla coscienza. Nelle otto tesi comuni (tre di Holt, due di Marwin, due di Montague, una di Spaulding) i neorealisti sostenevano come basi fondanti di ogni teoria della conoscenza che 
- non tutte le entità sono mentali
- e che le entità non mentali esistono indipendentemente dal fatto di essere conosciute.

Alla obiezione fondamentale rivolta ai realisti di non distinguere così le realtà mentali da quelle extramentali, i neorealisti associarono il dualismo metafisico col monismo gnoseologico così che  affermavano ora la "neutralità" psicologica e fisica degli oggetti mentali ora la loro sovrapposizione con gli oggetti reali.
La redazione in collaborazione dell'opera Il neorealismo del 1922 non riuscì a risolvere i punti critici della teoria neorealista e l gruppo filosofico si sciolse. 
L'importanza del neorealismo risiede soprattutto nell'aver costituito un raro esempio di collaborazione e di impegno collettivo interdisciplinare tra vari autori.